# Chrysoscota albomaculata
Chrysoscota albomaculata är en fjärilsart som beskrevs av Rothschild 1912. Chrysoscota albomaculata ingår i släktet Chrysoscota och familjen björnspinnare. Inga underarter finns listade i Catalogue of Life.